# Сян Яньмэй
Сян Яньмэ́й (кит. упр. 向艳梅, пиньинь Xiàng Yànméi, р.13 июня 1992) — китайская тяжелоатлетка, двукратная чемпионка мира, чемпионка летних Олимпийских игр 2016 года.

## Биография
Родилась в 1992 году в провинции Хунань. В 2011 году выиграла чемпионат Азии и завоевала серебряную медаль чемпионата мира. В 2013 году стала чемпионкой мира. В 2014 году завоевала золотую медаль Азиатских игр.
В 2016 году на летних Олимпийских играх в Рио-де-Жанейро Сян Яньмэй выиграла золотую медаль в категории до 69 кг.